# Caralluma frerei
Caralluma frerei är en oleanderväxtart som beskrevs av Rowley. Caralluma frerei ingår i släktet Caralluma och familjen oleanderväxter. Inga underarter finns listade i Catalogue of Life.